# Tra le mani un cuore
Tra le mani un cuore è un singolo del cantante italiano Massimo Ranieri, pubblicato il 12 febbraio 2025 come estratto dalla compilation Tra le mani... le mie canzoni.
Il brano è stato presentato in gara al 75º Festival di Sanremo, dove si è classificato al ventitreesimo posto al termine della manifestazione.

## Tracce
Testi e musiche di Tiziano Ferro, Nek, Giulia Anania e Marta Venturini.
1. Tra le mani un cuore

## Formazione
- Massimo Ranieri – voce
- Lucio Fabbri – pianoforte, chitarra, basso elettrico, archi
- Alessandro Marcantoni – programmazione
- Amedeo Bianchi – sassofono

## Classifiche
| Classifica (2025) | Posizione massima |
| ----------------- | ----------------- |
| Italia            | 44                |